# Stari Ugljevik
Stari Ugljevik (en serbe cyrillique : Стари Угљевик) est un village de Bosnie-Herzégovine. Il est situé dans la municipalité d'Ugljevik et dans la république serbe de Bosnie. Selon les premiers résultats du recensement bosnien de 2013, il compte 758 habitants.

## Géographie
La rivière Dašnica, un affluent de la Janja, traverse le village.

## Histoire
Stari Ugljevik est l'ancien centre administratif de la municipalité d'Ugljevik. Le village est composé de cinq hameaux : Jablani, Falčići, Dol, Dragovići et Baljak. Jusqu'aux lendemains de la Seconde Guerre mondiale, les hameaux de Donja Obrijež, Gornja Obrijež et Donji Ugljevik faisaient également partie de l'ensemble, mais ils forment aujourd'hui le village séparé d'Ugljevička Obrijež. En tant que centre municipal, le village a accueilli les bureaux administratifs de la compagnie qui exploitait les mines de charbon des alentours mais, depuis 1980, ils ont été transférés à Novi Ugljevik (Ugljevik).

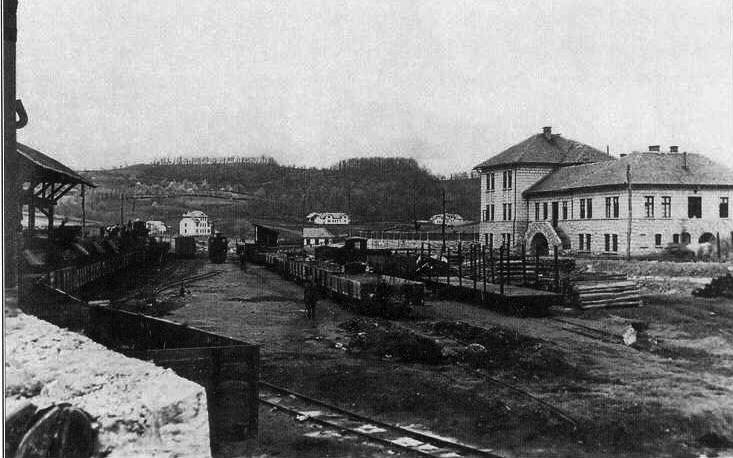
Bâtiment de la Direction des mines d'Ugljevik, construit en 1921, avec la station de chargement.
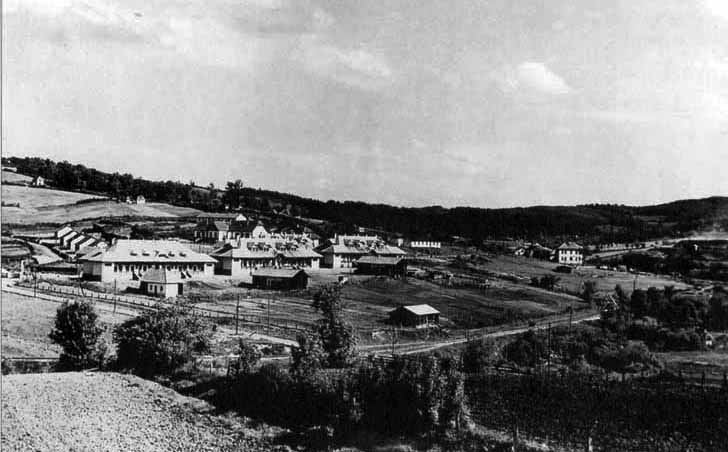
La colonie minière d'Ugljevik, 1931.

## Démographie

### Répartition de la population par nationalités (1991)
En 1991, le village comptait 1 126 habitants, répartis de la manière suivante :